# Abryna
Abryna es un género de escarabajos longicornios de la subfamilia Lamiinae.

## Especies
- Abryna affinis
- Abryna basalis
- Abryna buccinator
- Abryna coenosa
- Abryna copei
- Abryna fausta
- Abryna grisescens
- Abryna javanica
- Abryna loochooana
- Abryna metallica (sinonimia Faustabryna metallica)
- Abryna mindanaoensis (sinonimia Faustabryna mindanaoensis)
- Abryna obscura
- Abryna regispetri
- Abryna rubeta
- Abryna ziczac